# Geissanthus pyramidatus
Geissanthus pyramidatus là một loài thực vật có hoa trong họ Anh thảo. Loài này được (Mez) G.Agostini mô tả khoa học đầu tiên năm 1970.